# Nephthea gracillima
Nephthea gracillima är en korallart som först beskrevs av Thomson och Dean 1931.  Nephthea gracillima ingår i släktet Nephthea och familjen Nephtheidae. Inga underarter finns listade i Catalogue of Life.